# Zīārat (ort i Iran, Hormozgan, lat 27,45, long 56,63)
Zīārat (persiska: زيارت, زيّارَت, زِيارَت, زیارت سید سلیمان, Zīārat-e Seyyed Soleymān) är en ort i Iran.   Den ligger i provinsen Hormozgan, i den sydöstra delen av landet, 1 000 km sydost om huvudstaden Teheran. Zīārat ligger 48 meter över havet och antalet invånare är 806.
Terrängen runt Zīārat är huvudsakligen platt, men norrut är den kuperad. Runt Zīārat är det ganska glesbefolkat, med 50 invånare per kvadratkilometer. Zīārat är det största samhället i trakten. Trakten runt Zīārat är ofruktbar med lite eller ingen växtlighet.